# Classe Trento
Vous lisez un « bon article » labellisé en 2015.
Pour les articles homonymes, voir Trento.
La classe Trento est une classe de croiseurs lourds de la Regia Marina (marine militaire italienne), construits à la fin des années 1920. Les trois navires initiaux, le Trento, le Trieste et le Bolzano, sacrifient le blindage au profit de la rapidité et sont donc relativement peu cuirassés par rapport aux autres navires de mêmes dimensions. Durant la Seconde Guerre mondiale, les trois croiseurs participent à la plupart des batailles de la marine italienne telles que les batailles du cap Teulada, de Punta Stilo, de Tarente et du cap Matapan. Ils sont coulés entre 1942 et 1944. La classe Zara, construite au début des années 1930, succède à la classe Trento.
Dans les années 1930, deux autres croiseurs de la classe Veinticinco de Mayo, dérivée de la classe Trento, sont construits en Italie avant d'être vendus en 1932 à la marine argentine qui s'en sert lors de nombreuses visites officielles. Les deux navires, l'ARA Almirante Brown (C-1) et l'ARA Veinticinco de Mayo (C-2) sont démolis en Italie le 2 mars 1962.

## Les unités italiennes
| Regia Marina - Classe Trento | Regia Marina - Classe Trento      | Regia Marina - Classe Trento | Regia Marina - Classe Trento | Regia Marina - Classe Trento | Regia Marina - Classe Trento | Regia Marina - Classe Trento |
| Croiseur                     | Chantier                          | Ville                        | Début de construction        | Lancement                    | Entrée en service            | Destination finale           |
| ---------------------------- | --------------------------------- | ---------------------------- | ---------------------------- | ---------------------------- | ---------------------------- | ---------------------------- |
| Trento                       | Chantier naval des frères Orlando | Livourne                     | 8 février 1925               | 4 octobre 1927               | 3 avril 1929                 | Coulé le 15 juin 1942        |
| Trieste                      | Stabilimento Tecnico Triestino    | Trieste                      | 22 juin 1925                 | 24 octobre 1926              | 21 décembre 1928             | Coulé le 10 avril 1943       |
| Bolzano                      | Ansaldo                           | Gênes                        | 11 juin 1930                 | 31 août 1932                 | 19 août 1933                 | Coulé le 22 juin 1944        |

### Caractéristiques des croiseurs italiens
Les croiseurs italiens de la classe Trento sont les premiers navires spécifiquement conçus pour respecter les conditions du Traité naval de Londres, qui limite le déplacement des croiseurs à 10 000 tonnes et le calibre maximum à 8 pouces (soit 203 mm). Cette limitation rend difficile de combiner puissance de feu, vitesse et protection pour un bâtiment. Un autre problème que doivent affronter les concepteurs italiens est l'impossibilité pour leurs navires de protéger à la fois les longues lignes côtières et les bases navales éloignées, c'est pour cette raison qu'une très grande rapidité est requise. Ils font donc le choix de sacrifier la cuirasse des navires et la capacité des soutes à mazout et, bien que les unités soient alors armées de canons de 203 mm, ils réussissent à obtenir la vitesse de déplacement désirée.
Trois navires de cette classe sont construits et portent tous le nom de villes libérées de la domination austro-hongroise à la fin de la Première Guerre mondiale : le Trento (en hommage à Trente), le Trieste (en hommage à Trieste) et le Bolzano (en hommage à Bolzano). Comme ce dernier, construit au début des années 1930, présente quelques améliorations par rapport aux deux croiseurs précédents, il est parfois considéré comme d'une classe distincte.
La classe Trento est aussi parmi les premières à utiliser des canons antiaériens OTO Melara SpA de 100⁄47 mm (calibre d'une longueur de 47 fois son diamètre ; 100 mm), qui deviennent par la suite très communs dans les marines italienne, argentine, grecque, espagnole, et soviétique, où ils servent notamment pendant la Seconde Guerre mondiale, la Guerre froide et la Guerre d'Espagne. Ils pèsent 2 177 kg pour 4 985 mm de long, ont un angle d'élévation de -5° à +85° et une portée de 15 240 m. Ils sont installés sur un double affût avec piédestal protégé également développé par OTO Melara en 1924.

#### Caractéristiques communes auTrentoet auTrieste
Les machines du Trento et du Trieste sont constitués de quatre turbines conçues par la société Parsons Marine Steam Turbine Company. La vapeur est fournie par douze chaudières à tubes d'eau. Elles transmettent à quatre hélices la puissance de 150 000 ch ce qui permet d'atteindre les 35 nœuds exigés,. Les deux croiseurs ont une autonomie de 4 432 nautiques à la vitesse de 16 nœuds. Ils déplacent 10 500 t chacun.
L'armement principal est, à l'origine, composé de huit canons Ansaldo de 203/50 mm du modèle de 1924, répartis dans quatre tourelles doubles. L'armement secondaire, quant à lui, comprend seize canons OTO Melara SpA de 100/47 mm du modèle de 1927 répartis dans huit tourelles doubles,. L'artillerie anti-aérienne est constituée de quatre pièces simples Vickers-Terni de 40/39 mm et huit mitrailleuses de 12,7 mm en quatre affuts jumelées,. Huit tubes lance-torpilles de 533 mm, installés dans quatre plateformes doubles,. complètent ce dispositif. Les croiseurs possèdent également la capacité d’accueillir trois hydravions à leur bord,.
À partir de 1937, l'armement secondaire est modifié ; les canons de 100/47 de quatre tourelles situées à l'arrière du bateau sont remplacés par huit canons de 37/54 mm, tandis que huit mitrailleuses individuelles de 13,2 mm remplacent les quatre canons de 40/39 mm et les quatre mitrailleuses de 12,7 mm, augmentant les capacités de défense antiaérienne à courte portée.

#### Caractéristiques spécifiques auBolzano
Le croiseur Bolzano est parfois considéré comme d'une classe à part du fait de plusieurs différences notables vis-à-vis des deux premiers navires de la classe Trento. En 1930, la Regia Marina décide d'acquérir un troisième exemplaire de cette classe, aux dépens d'un croiseur plus avancé techniquement de la toute nouvelle classe Zara, qui aurait obligé la société Ansaldo à partager une partie des bénéfices avec sa société rivale, l'OTO Melara SpA.
Le croiseur est donc construit dans les chantiers Ansaldo à Gênes à partir du 11 juin 1930 et entre en service le 19 août 1933 ; il déplace alors 11 065 tonnes. En 1937, son armement secondaire subit les mêmes modifications que celles apportées au Trento et au Trieste, et c'est avec cette configuration qu’il participe à la Seconde Guerre mondiale.
Bien que doté d'un bon armement et d’une grande rapidité, le croiseur dispose d'une trop faible cuirasse (Horizontale : 50 mm ; Verticale : 70 mm ; Artillerie : 100 mm ; Tourelle : 100 mm) qui le rend vulnérable (défaut propre à tous les navires de la classe Trento). C'est pour ce motif qu'il est aussi appelé l’« erreur magnifique » (en anglais : the magnificient mistake et en italien : errore magnificamente eseguito),.

### Histoire des croiseurs italiens

#### Histoire du croiseurTrento

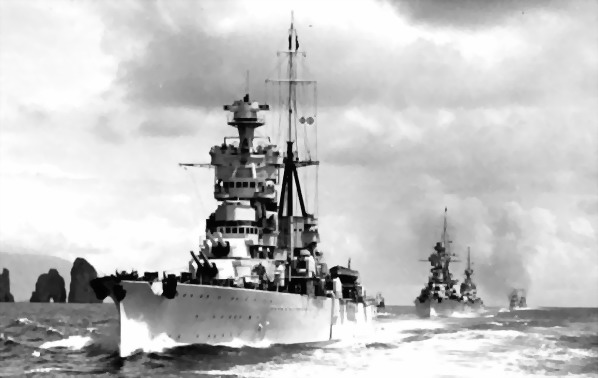
Le croiseur Trento.

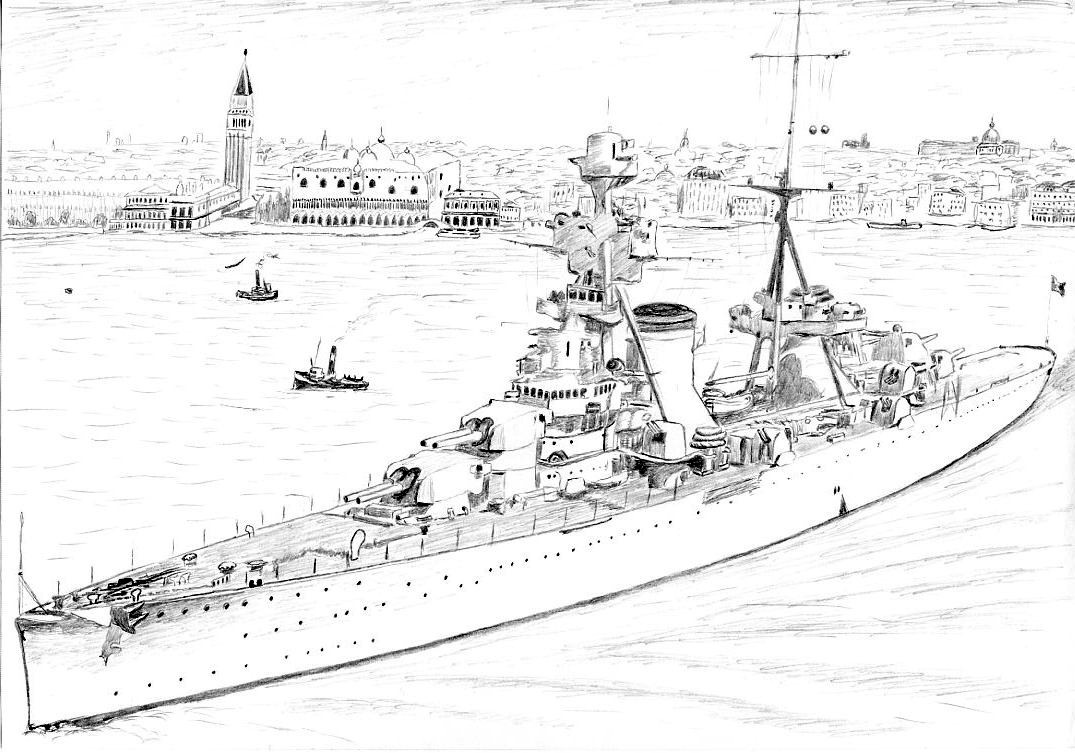
Le croiseur Trento à Venise.

La construction du croiseur Trento débute le 8 février 1925 dans le Chantier naval des frères Orlando, à Livourne. Après son entrée en service, il part en juin 1929 en Amérique du Sud faire une croisière qui dure jusqu’au 10 octobre 1929.
Du 5 février au 30 juin 1932, le navire, accompagné de l’Espero, est envoyé en mission en Chine et au Japon, sous le commandement de l'Amiral Domenico Cavagnari, pour appuyer le régiment San Marco dans une démonstration de force dans le cadre du second conflit sino-japonais,. Il part de la ville italienne de Gaeta le 5 février 1932 pour arriver au Japon, à Nagasaki, le 26 avril 1932 en ayant auparavant traversé le canal de Suez et fait escale à Ierapetra, à Aden, à Colombo, à Singapour et à Shanghai. Il repart de Nagasaki le 1er mai 1932 et passe par les villes de Shanghai, de Hong Kong, de Batavia (actuel Jakarta), de Colombo, d’Aden, de Suez et de Rhodes pour arriver à La Spezia en Italie, le 30 juin 1932.
En juin 1934, la composition de la Regia Marina est réorganisée et les trois navires forment la Troisième Division Navale ayant pour port d'attache la ville de Messine, en Sicile. En 1936, pendant la Guerre d'Espagne, le Trento effectue une mission d'escorte et de surveillance dans la partie occidentale de la Mer Méditerranée.
Au début de la Seconde Guerre mondiale, lui et les deux autres navires italiens de sa classe font partie de la Troisième Division de Croiseurs de la Deuxième Équipe, le Trento étant le navire amiral de Carlo Cattaneo (1883-1941). Le croiseur participe ainsi aux principales batailles navales tenues près côtes italiennes : la bataille de Punta Stilo (9 juillet 1940), la bataille du cap Teulada (27 novembre 1940), la bataille du cap Matapan (27 au 28 mars 1941) et la première et seconde bataille de Syrte. Du 11 au 12 novembre 1940, il est engagé lors de la bataille de Tarente, durant laquelle une tourelle de la proue est touchée par une bombe, puis le 9 novembre 1941 lors de la bataille du convoi Duisburg.
Le matin du 15 juin 1942, alors que le croiseur navigue avec une flottille en direction de Malte pour intercepter une cargaison de ravitaillement alliée dans le cadre de l'opération Vigorous, il est attaqué puis coulé par deux torpilles. La première torpille, lancée à 5h15 par un bombardier-torpilleur anglais Bristol Beaufort parti de Malte quelques heures plus tôt, atteint le Trento et lui fait prendre du retard sur les autres navires de la flottille en l'immobilisant. À 9h10, alors que le navire est remorqué par le destroyer Pigafetta, il est ciblé par une torpille du HMS Umbra de la Royal Navy et coule en cinq minutes,,. Les membres de l’équipage ont donc peu de temps pour enfiler leurs gilets de sauvetage puis sauter à la mer et plus de la moitié meurent (657 ou 549 sur les 1 152 personnes à bord du navire) par noyade ou du fait de l’explosion du navire. Parmi les victimes figurent le commandant du navire, le capitaine de vaisseau Stanislao Esposito (1898-1942), l'officier Giuseppe Bignami (1917-1942) et le capitaine de frégate Carlo Emanuele Cacherano d'Osasco. Ils seront tous les trois décorés, respectivement, de la Médaille d’or à la valeur militaire pour le premier et le second, et de la Médaille d'argent à la valeur militaire pour le troisième,,.
L'épave du croiseur Trento se trouve à 36° 10′ N, 18° 40′ E, au milieu de la Mer Ionienne, à un des endroits les plus profonds de la Mer Méditerranée.

#### Histoire du croiseurTrieste
La construction du croiseur débute le 22 juin 1925 dans le Stabilimento Tecnico Triestino, à Trieste. En mai 1929, il accomplit avec le croiseur Trento un voyage de La Spezia à Barcelone,. Il fait ensuite partie de la Troisième Division Navale dans laquelle il participe à la Seconde Guerre mondiale.
En 1940, il combat à la bataille du cap Teulada où, avec les deux autres navires de la classe Trento, il fait feu sur la flotte anglaise à plus de 19 km (soit environ 12 miles). Il est fréquemment admis que le Trieste ou le Trento a touché à deux reprises le HMS Berwick et le HMS Manchester.
Le 21 novembre 1941, le croiseur est touché par une torpille du sous-marin HMS Utmost. Il est gravement endommagé mais réussit à rejoindre, non sans difficultés, la base de Messine. Il reste ainsi hors-service jusqu'au milieu de l'année 1942, quand il rejoint la flotte italienne. Le 10 avril 1943, le Trieste est coulé après avoir été frappé par plusieurs bombes larguées depuis un Consolidated B-24 Liberator de l'United States Army Air Forces dans le port de La Maddalena, en Sardaigne,. Après la guerre, le navire, renfloué, est vendu à l'Espagne en 1951, il est alors transféré puis entreposé à Ferrol, en Galice, avec le projet d'être reconverti en porte-avions. Mais un changement de planification de l'Armada espagnole voit le projet abandonné et le Trieste est donc démoli.

#### Histoire du croiseurBolzano
Le croiseur Bolzano est construit et mis en service cinq ans après les deux autres avec des différences caractéristiques. Il sert dans la plupart des missions des deux autres navires de la classe Trento. Il participe avec le Trento à la bataille de Punta Stilo, le 9 juillet 1940, durant laquelle il est pris pour cible et frappé à six reprises par le croiseur britannique HMS Neptune. Cela occasionne des dommages mineurs en dessous de la ligne de flottaison qui sont réparés rapidement. Un autre tir touche la tourelle B tandis que les hommes à l'intérieur continuent de faire feu, puis un dernier tir touche la salle des torpilles, où deux membres d'équipage sont tués. Le 31 août 1940, il fait partie de l'escadrille navale visant à contrer l'opération britannique Hats mais revient sans avoir tiré un seul coup. L'opération Hats a pour but d'escorter un convoi rapide de trois MF 2, transportant 36 000 t de fournitures dont des renforts et des munitions pour les défenses anti-aériennes de l'île de Malte qui ont été pour la plupart prises dans des raids de bases aériennes italiennes. Au début de la bataille du cap Teulada, c’est l’hydravion du Bolzano, l’IMAM Ro.43, qui le premier repère la flotte britannique à 32 km (20 milles) au large de l'Algérie. Il est ensuite engagé dans les combats.
Du 27 au 28 mars 1941, le croiseur est une des rares unités choisies pour participer à une expédition qui aboutit à la bataille du cap Matapan, au large du Péloponnèse. Le 24 avril 1941, le Bolzano ainsi que le Trieste font partie de la Quatrième Division de croiseurs qui a pour mission d'escorter jusqu'en Afrique du Nord cinq navires marchands : le Marburg, le Rialto, le Kibfels, le Birmania et le Reichenfels. Un mois plus tard, le navire participe à une autre escorte qui doit protéger les navires Conte Rosso, Marco Polo, Esperia et Calitea à destination de la Libye. La perte du Conte Rosso, coulé par une torpille lancée depuis le sous-marin anglais HMS Upholder, prouva définitivement l’inutilité des escortes de navires majeurs (tels que les croiseurs et les cuirassés). Le 27 avril, le Bolzano et le Trento escortent de nouveau un convoi, et le 8 et le 9 juin ils sont accompagnés du Lanciere, de l’Ascari et du Corazziere pour protéger une seconde fois l’Esperia, sans problème notable.
Le 25 août 1941, alors qu’il revient d'une tentative avortée d'interception du mouilleur de mines HMS Manxman (en), utilisé par les Britanniques dans des missions de ravitaillement, le Bolzano est endommagé à proximité du détroit de Messine par une torpille du sous-marin HMS Triumph et doit être remorqué jusqu'au port de Messine en raison de l'importance des dommages. La réparation dure trois mois pendant lesquels un raid aérien le frappe faisant plusieurs morts et blessés.
Le 13 août 1942, alors que sa participation au convoi Pedestal vient d'être annulée, le croiseur est de nouveau torpillé alors qu'il rentrait à la base. Lui et le Muzio Attendolo sont tous deux sérieusement endommagés par le sous-marin HMS Unbroken, qui revenait des îles Éoliennes. À cause de ses dommages, le Bolzano est contraint de faire couler ses réserves mais cela n'empêche pas le navire d'échouer sur une plage de Panarea. Un mois plus tard, il est récupéré et emmené, d'abord à Naples, puis à La Spezia, pour d'importantes réparations. Alors que le croiseur est à La Spezia, les Italiens capitulent en septembre 1943, entraînant l'invasion des troupes allemandes dans le nord du territoire italien qui saisissent le Bolzano. Cependant, les dommages sont si graves que ces derniers ne possèdent pas de ressources suffisantes pour le réparer. Il est finalement coulé par des torpilles humaines lancées par d'anciens membres de la Xe Flottiglia MAS lors d'un raid combiné entre les Britanniques et les Italiens le 22 juin 1944,.

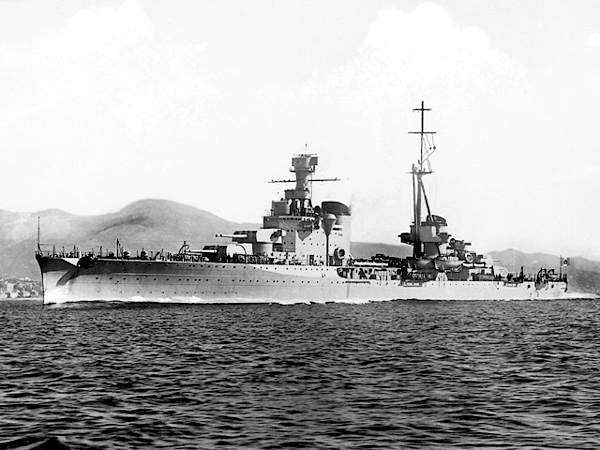
Le croiseur Bolzano.
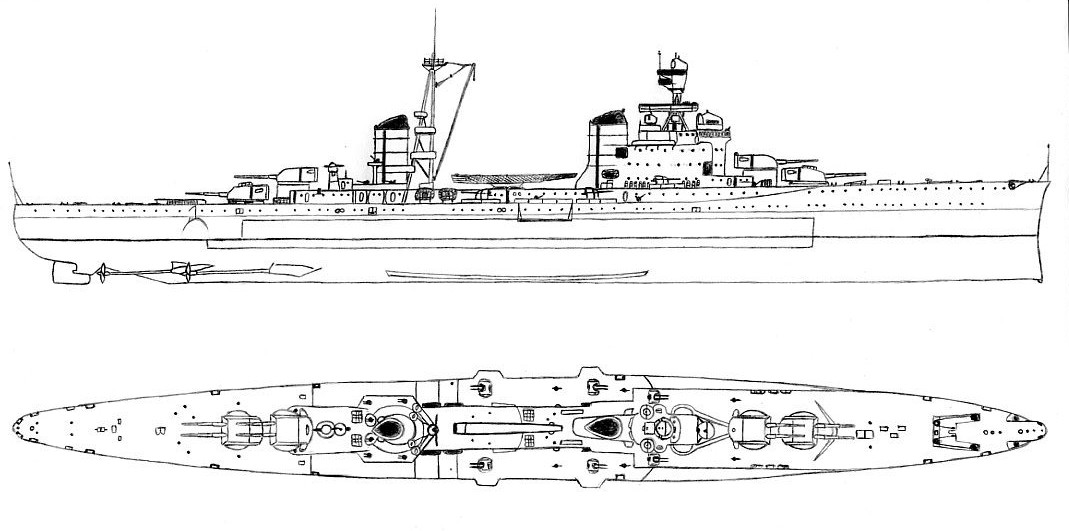
Plan en coupe du Bolzano.
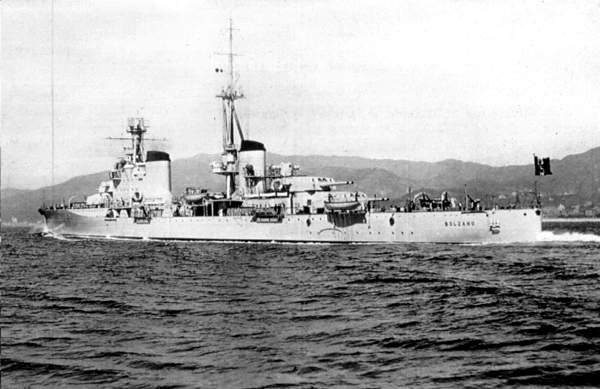
Le croiseur Bolzano.
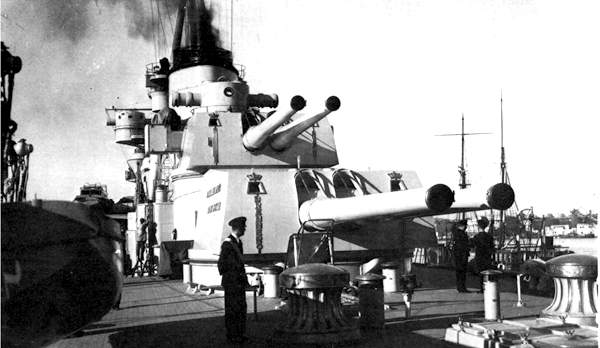
L'artillerie du croiseur Bolzano.
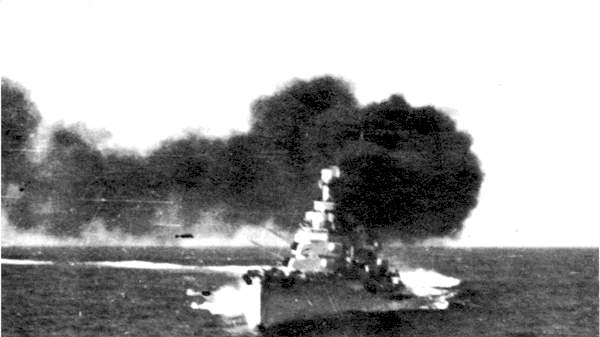
Le Bolzano lors de la Bataille du cap Teulada.

## Unités argentines: la classe Veinticinco de Mayo
La classe Veinticinco de Mayo est une classe de la Marine argentine ayant servi entre 1931 et 1961 et qui est dérivée de la classe Trento. Elle comprend deux navires : l'Almirante Brown et le Veinticinco de Mayo. Ils sont connus pour être les seuls croiseurs lourds construits pour une marine sud-américaine après le Traité naval de Washington. Tous les navires de cette classe sont achetés par la Marine argentine en 1931 et bâtis par la société OTO Melara SpA, dans les villes italiennes de Livourne et de La Spezia.
| Marine argentine - Classe Veinticinco de Mayo | Marine argentine - Classe Veinticinco de Mayo | Marine argentine - Classe Veinticinco de Mayo | Marine argentine - Classe Veinticinco de Mayo | Marine argentine - Classe Veinticinco de Mayo | Marine argentine - Classe Veinticinco de Mayo | Marine argentine - Classe Veinticinco de Mayo |
| Croiseur                                      | Chantier                                      | Ville                                         | Début de construction                         | Lancement                                     | Entrée en service                             | Destination finale                            |
| --------------------------------------------- | --------------------------------------------- | --------------------------------------------- | --------------------------------------------- | --------------------------------------------- | --------------------------------------------- | --------------------------------------------- |
| Almirante Brown (C-1)                         | OTO Melara SpA                                | Livourne et Gênes                             | 27 novembre 1927                              | 11 août 1929                                  | 11 juillet 1931                               | Démoli le 2 mars 1962                         |
| Veinticinco de Mayo (C-2)                     | OTO Melara SpA                                | La Foce, La Spezia                            | 12 octobre 1927                               | 28 septembre 1929                             | 18 juillet 1931                               | Démoli le 2 mars 1962                         |

### Historique de la construction

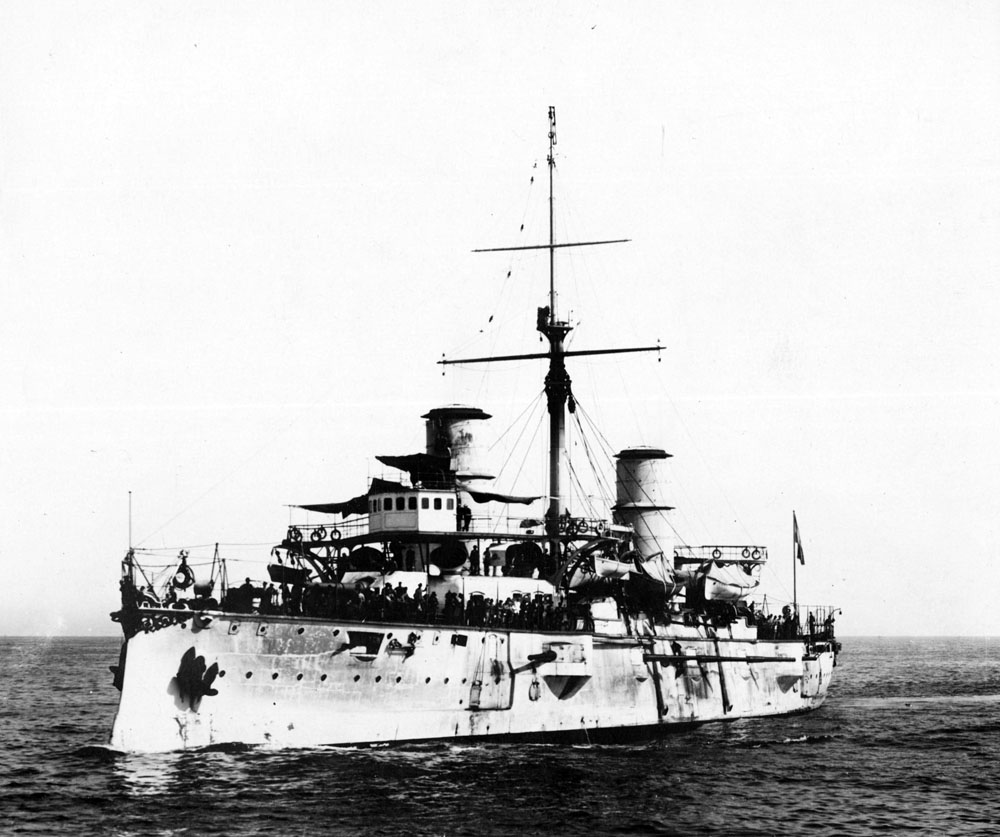
L'un des croiseurs argentins construits en 1898 : Le Pueyrredon.

À la fin des années 1920, la Marine argentine est la flotte d'Amérique du Sud alignant le plus de navires. Elle possède notamment les deux cuirassés relativement modernes de classe Rivadavia (1912) mais leur vitesse est encore faible. Elle comprend également six croiseurs : quatre croiseurs cuirassés et deux croiseurs protégés. Au moment de l’achat des unités à l’Italie, les croiseurs sont totalement dépassés et devenus des pièces de musée. La situation dans les marines rivales de l’Argentine n'est pas meilleure, par exemple la Marine chilienne ne possède que deux croiseurs cuirassés et quatre croiseurs protégés construits dans les années 1890. Cependant, d'autres réussissent à s'équiper de bâtiments plus récents, comme le Brésil qui, en plus d'un vieux croiseur, dispose de deux unités de la classe Bahia (1910), mal armées mais équipées de turbines à vapeur leur conférant une plus grande rapidité que les navires argentins.
Pendant la première moitié du XXe siècle, l'Argentine est considéré comme un pays très prospère classé parmi les dix plus grandes puissances économiques mondiales quant au PIB. En 1926, elle adopte un programme de renouvellement de sa flotte d'une valeur de 75 millions de pesos d'or sur une durée de dix ans qui prévoit la construction de trois nouveaux croiseurs. N'ayant encore jamais réalisé de construction navale, l'Argentine annonce l'ouverture d'un concours international pour le choix du constructeur de ces trois unités ; les deux fournisseurs traditionnels du pays, le Royaume-Uni et les États-Unis, y participent. Cependant, à la surprise du public, c'est la société italienne Odero-Terni-Orlando (devenue plus tard OTO Melara SpA) qui l'emporte et signe un contrat officiel à Londres le 5 mai 1927. Les deux signataires de ce contrat sont l'amiral Ismael Galindas, représentant de l'Argentine, et Luigi Orlando, président du groupe OTO Melara SpA. La société reçoit une commande initiale de deux navires d'une valeur totale de 2 450 000 £ : 1 123 000 £ pour l'Almirante Brown et 1 225 000 £ pour son sister-ship le Veinticinco de Mayo. L'Argentine ne renonce pas à la construction d'un troisième croiseur, mais décide de reporter sa commande en attendant que la situation financière du pays s'améliore. En fin de compte, au lieu d'un troisième navire italien, l'Argentine achètera un croiseur léger britannique : La Argentina C-3.

### Caractéristiques des croiseurs argentins
La plupart des caractéristiques de la classe Trento, telles que le système de défense antiaérienne, se retrouvent sur les croiseurs argentins. Ils déplacent 6 800 tonnes à vide et 9 000 tonnes à pleine charge pour un tirant d'eau de 4,66 mètres. Ils sont propulsés par deux moteurs de la Parsons Marine Steam Turbine Company et six de la Yarrow Shipbuilders développant une puissance électrique de 85 000 chevaux-vapeur, ce qui leur permet d'atteindre la vitesse maximale de 32 nœuds et une autonomie de 8 030 milles nautiques à 14 nœuds. L'équipage est quant à lui composé de 780 marins et officiers,,.
| Comparaison du croiseur Almirante Brown avec des homologues étrangers | Comparaison du croiseur Almirante Brown avec des homologues étrangers | Comparaison du croiseur Almirante Brown avec des homologues étrangers | Comparaison du croiseur Almirante Brown avec des homologues étrangers | Comparaison du croiseur Almirante Brown avec des homologues étrangers | Comparaison du croiseur Almirante Brown avec des homologues étrangers |
| Caractéristiques                                                      | Classe Veinticinco de Mayo,                                           | Classe Furutaka                                                       | Classe Aoba                                                           | Classe York                                                           | Croiseur 26-bis                                                       |
| --------------------------------------------------------------------- | --------------------------------------------------------------------- | --------------------------------------------------------------------- | --------------------------------------------------------------------- | --------------------------------------------------------------------- | --------------------------------------------------------------------- |
| Déplacement                                                           | 6 800 t (standart) et 9 000 t (plein)                                 | 8 048 t (standart) et 11 273 t (plein)                                | 9 088 t (standart) et 11 660 t (plein)                                | 8 250 t (standart) et 8 390 t (plein)                                 | 8 048 t (standart) et 9 882 t (plein)                                 |
| Puissance électrique (en Cheval-vapeur)                               | 85 000                                                                | 103 400                                                               | 110 000                                                               | 80 000                                                                | 110 000                                                               |
| Vitesse maximale (en nœuds)                                           | 32                                                                    | 33                                                                    | 33                                                                    | 32-32,25                                                              | 35                                                                    |
| Membres d'équipage                                                    | 780                                                                   | 639                                                                   | 657                                                                   | 628                                                                   | 897                                                                   |

#### Logements et architectures
En raison de la faible hauteur des pièces d'artillerie, les moteurs et les chaudières des navires ont la particularité d'être situés sur le pont supérieur. Les batteries et le pont sont en réalité des plateformes situées sur les centrales électriques servant à produire l'énergie. La plupart des parties des deux croiseurs ont aussi un double fond et une double coque.
L’architecture est caractérisée par sa concision, sa grande cheminée et sa superstructure en arc d'acier. Celle-ci est composée de trois niveaux : la passerelle de navigation, la salle des cartes et le kiosque. Le pont suspendu est fermé avec un toit en pente et des vitrages, la salle des commandes est blindée et située au sommet de la tour de commandement.
L'arrière de la superstructure des navires est superposé au pont arrière et comprend plusieurs clauses de réserves servant à lutter contre les incendies. Les locaux commerciaux, tels que les cuisines, les salles de bains et les buanderies, sont situés dans ces superstructures. Les croiseurs possèdent chacun deux mâts sur lesquels sont placés des télémètres, des projecteurs et des équipements de signalisation.

#### Centrale électrique
Les centrales électriques des croiseurs sont construites en forme linéaire. Elles sont composées de deux turbines Parsons ayant chacune une capacité de 85 000 chevaux-vapeur, placées dans des chaudières produisant une pression de 21 atmosphères, et 6 turbines de la Yarrow Shipbuilders, placées dans des chaudières à tubes. La propulsion des navires est assurée par deux hélices à trois pales d'un diamètre de 4,06 mètres.
Depuis que les croiseurs argentins servent en opérations, les concepteurs des navires destinés à la Marine argentine essaient de fournir des gammes de croiseurs toujours plus fiables. Dans la classe Veinticinco de Mayo, le carburant est stocké dans des réservoirs à double fonds et à double compartiments latéraux situés à la proue et à la poupe du navire. 1 800 tonnes sont embarquées en situation normale, mais peuvent être augmentées jusqu'à 2 300 tonnes en charge maximale. Ces chiffres sont à peu près égaux à ceux de la classe Trento mais l'autonomie des croiseurs argentins est de 8 030 milles nautiques à 14 nœuds ou selon d'autres sources 7 300 et 12 000 milles nautiques à cette même vitesse.

#### Armement
Les canons principaux des navires ont un calibre de 190 mm, soit 7,5 pouces , et sont spécifiquement conçus pour cette classe et améliorer la stabilité (la classe Trento possède des canons de calibre 203 mm, soit 8 pouces). Ils peuvent tirer des charges de 90 kg (200 lb) jusqu'à 23 km (30 000 yards). Malgré cette réduction de calibre et donc de poids, les croiseurs sont encore considérés comme trop lourds et le nombre de tourelles est réduit de quatre à trois. À bien des égards, ils sont très similaires à ceux de la classe York britanniques,.
L’armement secondaire est conçu à partir des anciens canons de calibre 100-102 mm (4 pouces). Il se compose de douze de ces canons bitubes capables de tirer des charges de 13,5 kg (30 lb). Pour l'époque, cette répartition est assez étonnante, en effet, les croiseurs d'origine italienne ne comportent alors que quatre à huit armes de ce type. Cependant, pour compenser le poids supplémentaire, les boucliers sont retirés, nuisant à la fiabilité et à l'opérabilité des navires dans de mauvaises conditions météorologiques,.
La défense anti-aérienne légère est composée de six canons de marine de 2 livres QF de la société Vickers-Terni (devenue plus tard OTO Melara SpA) fixés sur des supports uniques dans la partie arrière de la superstructure. Ces canons font partie des premières armes automatiques lourdes, avec une cadence de tir de 100  à   130 coups par minute, mais ils manquent de fiabilité. Bien que les supports uniques des canons soient plus simples et donc normalement plus fiables, ceux-ci offrent une puissance et une cadence de tir plus basse. C'est pour cette raison que lorsque la Royal Navy utilisera ces armes quelques années plus tard, elle se servira de support à quadruple ou octuple pieds.
Exceptionnellement, les tubes lance-torpilles sont placés sur des supports fixes au centre des croiseurs (ce qui posera d'importants problèmes dans l'efficacité des tirs),. Une catapulte est installée sur le pont avant pour pouvoir lancer des hydravions,.
Le blindage des navires est dans la norme des croiseurs légers plutôt que dans celle des croiseurs lourds. De la première à la dernière tourelle principale, il mesure 70 mm (2,75 pouces) d'épaisseur, 60 mm (2,33 pouces) sur la tour de commandement et 50 mm (2 pouces) sur les tourelles secondaires et les barbettes. Seule une protection de 25 mm (1 pouce) couvre le pont au-dessus des machines arrières,.

### Histoire des croiseurs argentins

#### Histoire du croiseurAlmirante Brown
Le premier des deux croiseurs lancé est l'ARA Almirante Brown (C-1), ainsi nommé d'après l'amiral d'origine irlandaise Guillermo Brown (1777-1857) qui est considéré comme le père de la Marine argentine, il devient le troisième navire de la Marine argentine à porter ce nom. Sa construction débute le 27 novembre 1927, elle est assurée par la société OTO Melara SpA à Livourne et à Gênes,, il est lancé le 11 août 1929 et entre en service le 11 juillet 1931, après avoir été acheté par l’Argentine.
Le pavillon argentin flotte sur l’Almirante Brown dès le 5 juillet 1931, alors que le navire est encore en Italie. Le 27 juillet 1931, lui et le Veinticinco de Mayo partent pour l'Argentine où ils arrivent le 15 septembre 1931 et sont officiellement inclus dans la marine du pays pour en devenir une des principales composantes. Les deux croiseurs participent alors à tous les entraînements de la flotte et démontrent fréquemment leur puissance navale sur les côtes de Buenos Aires.
De février à janvier 1937, l’Almirante Brown navigue dans le Pacifique où il fait escale dans les ports de Valparaiso et de Callao. La même année, il effectue une visite officielle à Rio de Janeiro pour en ramener le Président argentin Agustín Pedro Justo. En février 1938, il participe aux festivités ayant lieu à la suite de la nomination de son successeur, Roberto Marcelino Ortiz. De novembre à décembre, il effectue un voyage à Lima d'où il ramène le Ministre des Affaires étrangères Jose Cantu. Et en août 1939, il part pour Montevideo, en Uruguay, pour ramener le Président uruguayen Alfredo Baldomir. Le 3 octobre 1941, au cours d'un exercice au large de la Terre de Feu, le navire entre en collision avec le destroyer ARA Corrientes (T-8) et est gravement endommagé, c'est l’événement le plus tragique dans la Marine argentine de cette décennie. Il est donc réparé pendant trois mois à la base navale de Puerto Belgrano, dans l'arrondissement de Coronel Rosales. En octobre 1942, l’Almirante Brown fait partie de la division se rendant au Chili pour participer à la célébration du centenaire de la mort de Bernardo O'Higgins.
À la fin de la même année, le croiseur subit une refonte qui dure un an et ne revient officiellement dans la flotte qu'au début 1944. Le 27 mars 1945, l’Argentine déclare la guerre à l’Allemagne et au Japon et se met donc à la recherche, en vain, de sous-marins allemands dans l’Atlantique Sud qui seraient restés cachés après la capitulation de ce pays, deux semaines plus tard. En 1946, l’Almirante Brown part en visite officielle à Valparaiso, au Chili, à l'occasion de la nomination de Juan Perón au poste de Président de la Nation argentine le 4 juin 1946. De 1947 à 1948, il participe avec son sister-ship le Veinticinco de Mayo à des exercices de la flotte au large des côtes de l'Antarctique. En 1949, il fait une courte visite à l’United States Navy à New York et en profite pour faire escale au retour à l’île Trinité. Le 20 avril 1950, le croiseur participe avec succès au projet Bell Helicopter, le premier atterrissage d'un hélicoptère sur un bâtiment de la Marine argentine.
En 1951, à la suite de l'achat de plusieurs croiseurs américains de la classe Brooklyn, l’Almirante Brown est transféré dans la Seconde Division de croiseurs de la Marine. À partir de 1952, le navire est mis à la réserve dans le port de Puerto Belgrano avec un équipage minimal. Cela ne l'empêche pas de prendre la mer pour Buenos Aires lors du coup d'État du 16 septembre 1955, durant la Révolution libératrice qui visait à renverser la dictature mise en place par le président argentin Juan Perón. En 1959, le navire part de nouveau à la réserve puis est retiré de la flotte argentine un an plus tard, le 31 juillet 1960, peu de temps après avoir été mis en vente. Il est désarmé le 27 juin 1961 et vendu aux enchères à une société italienne qui le remorque jusqu’en Italie et le démolit pour en récupérer le métal à partir du 2 mars 1962.

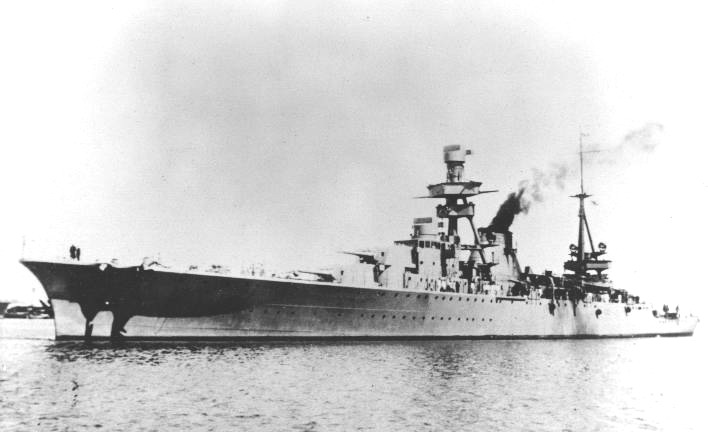
Le croiseur Almirante Brown C-1.
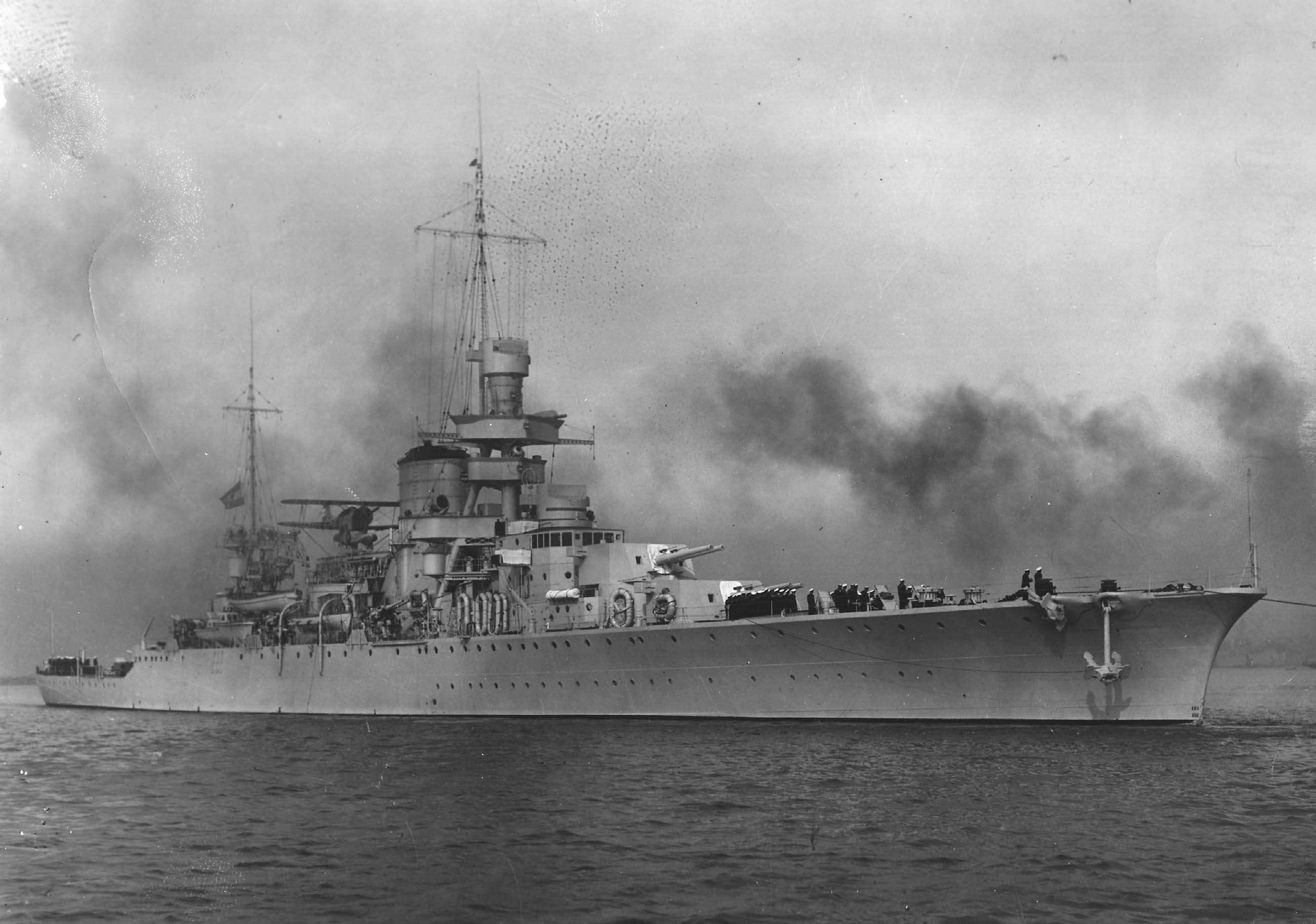
Le croiseur Almirante Brown en 1949.
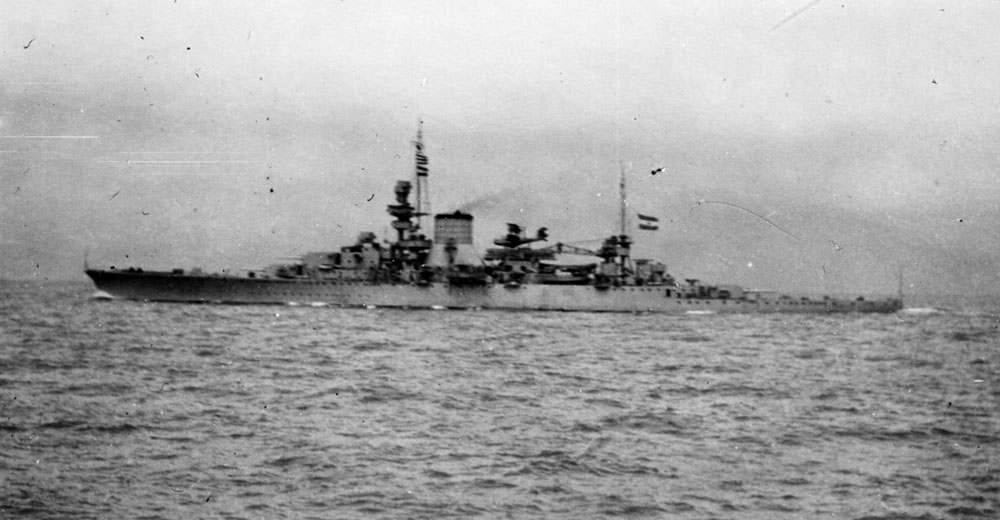
Le croiseur Almirante Brown en 1955.
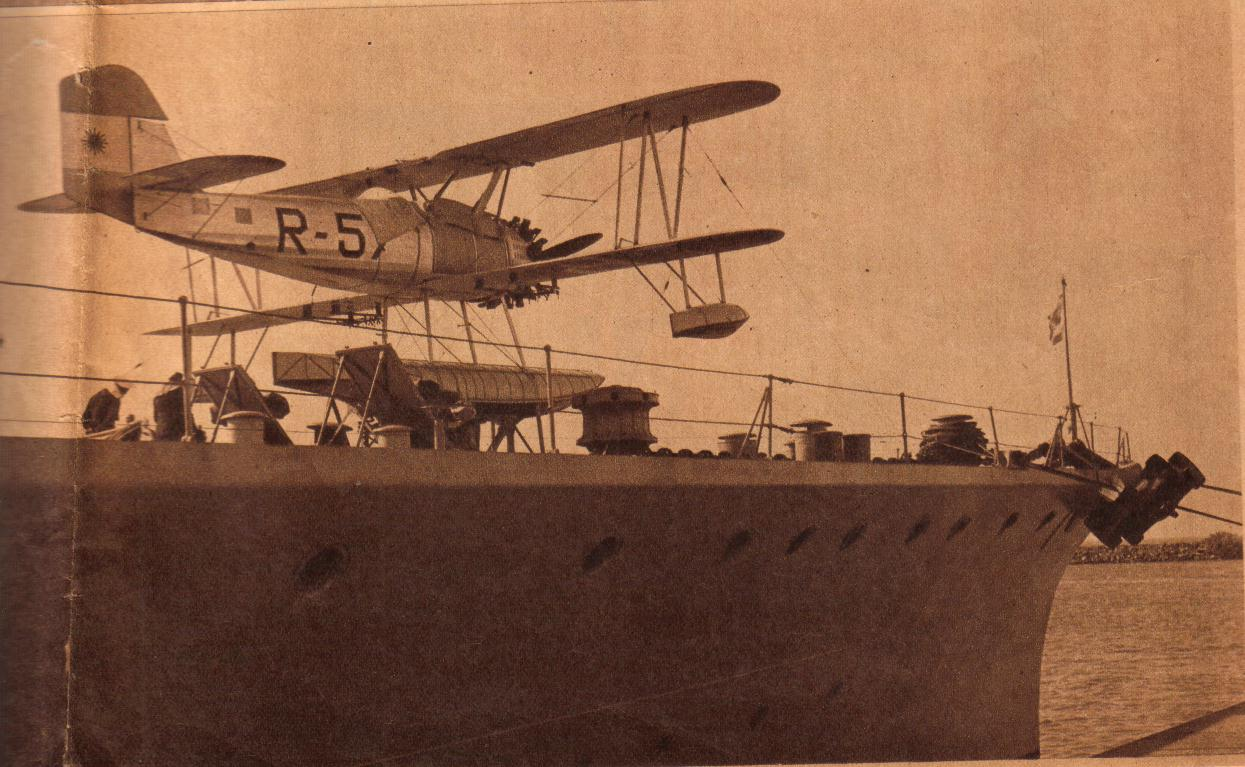
Un des avions de l’Almirante Brown.
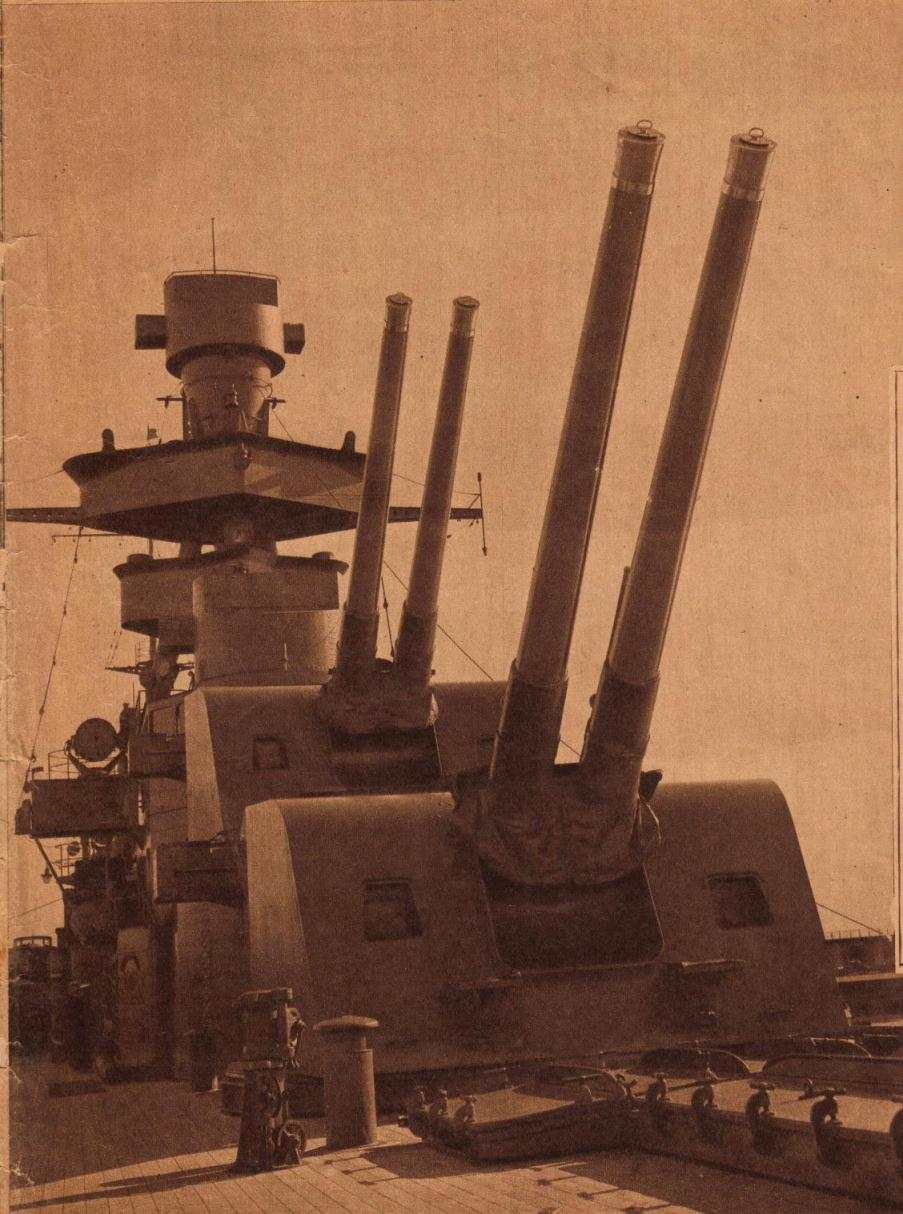
L'artillerie de l’Almirante Brown en 1934.

#### Histoire du croiseurVeinticinco de Mayo

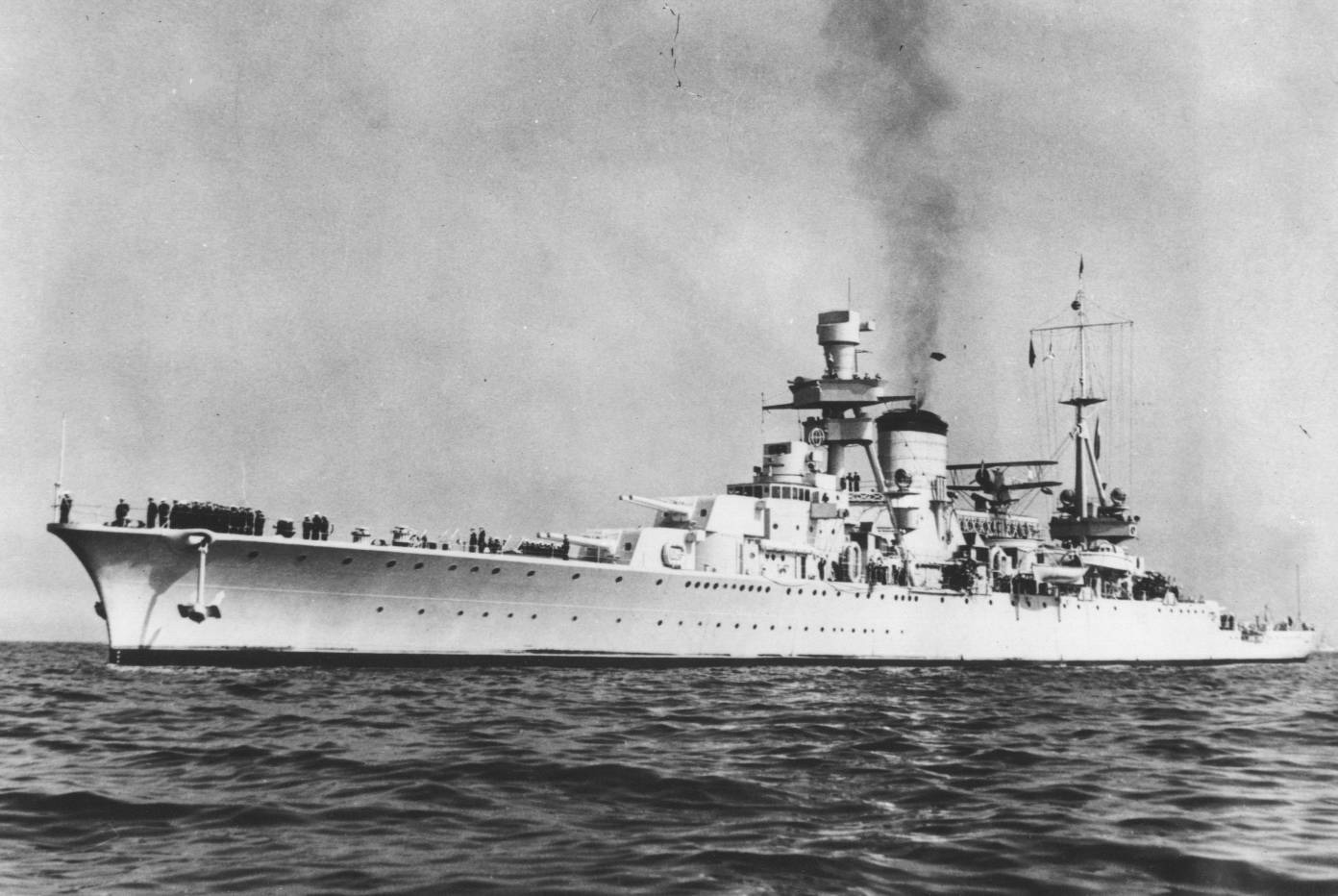
Le croiseur Veinticinco de Mayo C-2.

L'ARA Veinticinco de Mayo (C-2), en français le « Vingt-cinq mai », ainsi nommé d'après la date de la fête nationale argentine correspondant à la proclamation d'indépendance du pays vis-à-vis de l'Espagne lors de la Révolution de Mai 1810,. La devise du navire est « Nous jurons de mourir avec gloire » (« Juremos con Gloria Morir », en espagnol). Le croiseur est construit en Italie, dans le hameau de La Foce de la commune de La Spezia par la société OTO Melara SpA. Comme pour l’Almirante Brown, le pavillon argentin flotte sur le navire dès le 5 juillet 1931, alors que le navire est encore en Italie. Le 27 juillet 1931, les deux bâtiments partent pour l'Argentine où ils arrivent le 15 septembre 1931.
En juin 1935, le croiseur accompagne le politicien José Carlos de Macedo Soares à Rio de Janeiro, au Brésil. Durant la Guerre d'Espagne, il part en mission de protection des citoyens argentins résidant dans la péninsule ibérique et effectue des patrouilles le long des côtes espagnoles. Il quitte donc son port d'attache Puerto Belgrano le 8 août 1936, et arrive le 22 août 1936 à Alicante, ville républicaine. L’équipage du navire apporte une aide humanitaire aux Argentins et aux Espagnols, il ne participe qu’à un seul combat ; à la fin du mois d'octobre 1936, le port est bombardé par l’aviation phalangiste du dictateur Francisco Franco et le croiseur ouvre le feu pour protéger le navire soviétique Koursk qui transporte des marchandises, dont des avions de chasse Polikarpov I-16 et des bombes aériennes à destination du Front populaire espagnol. Il retourne ensuite en Argentine le 14 décembre 1936.
De février à janvier 1937, comme son sister-ship l’Almirante Brown, il navigue dans le Pacifique et fait escale dans les ports de Valparaiso et de Callao. Et la même année, il fait aussi partie de la visite officielle à Rio de Janeiro pour en ramener le Président argentin Agustín Pedro Justo. Début 1938, le croiseur part en mission à Montevideo, où il retourne de nouveau en 1940. Pendant toutes ces années, le croiseur participe à tous les exercices et entraînements de la flotte.
De février 1944 à 1945, le navire est placé en cale sèche pour la refonte de sa coque. Par la suite, le navire participe à plusieurs essais où il prouve qu'il peut atteindre la vitesse maximale de 32 nœuds. En mai 1945, après la signature de la capitulation de l’Allemagne, il participe également aux recherches de ses sous-marins  dans l’Atlantique Sud, en vain. De 1947 à 1948, le croiseur est envoyé en opération en Antarctique avec l’Almirante Brown, avant d'être relayé à des tâches de paix.
À la suite de l’achat de croiseurs américains et britanniques par la Marine argentine, l'activité du Veinticinco de Mayo baisse rapidement. Bien qu’il participe encore à plusieurs exercices officiels de la flotte argentine, le navire est désarmé en 1954 et son équipage est transféré à l’Almirante Brown. En 1959, le navire est proposé à la réserve et il est retiré de la flotte argentine un an après, le 31 juillet 1960, peu de temps après avoir été mis en vente. Le 2 mars 1962, le navire est cédé à une société privée puis est remorqué jusqu’en Italie où il est démoli.

#### Projet d'un troisième croiseur

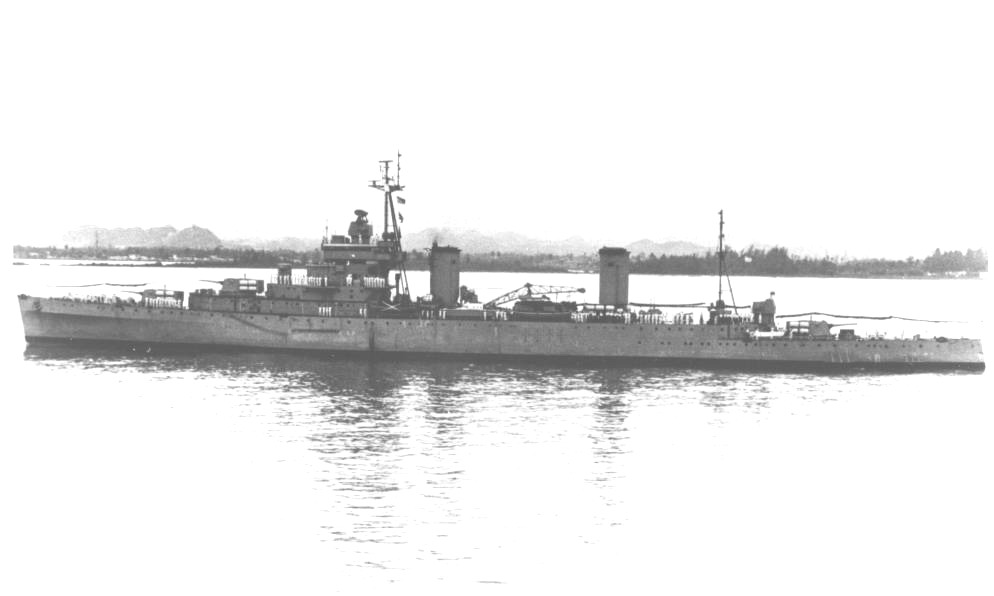
Le croiseur La Argentina (C-3).

L’Argentine a pour plan initial d'acquérir trois bateaux de la classe Veinticinco de Mayo mais elle doit se contenter de deux. Pour le croiseur suivant, l'Argentine se tourne donc vers le Royaume-Uni et achète le croiseur ARA La Argentina  en 1939.
Il part du Royaume-Uni en février 1939 pour arriver à La Plata le 2 mars 1939 et y entrer en service le 12 avril 1939. Il fait plusieurs missions de formation avant la Seconde Guerre mondiale puis, pendant celle-ci, est placé dans un escadron œuvrant pour maintenir la neutralité de l'Argentine. À la fin de la guerre, il reste encore en service pendant plusieurs années avant d'être retiré en 1972,.

### Crédit d'auteurs
Pour les unités italiennes
- (it)/(en) Cet article est partiellement ou en totalité issu des articles intitulés en italien « Classe Trento » (voir la liste des auteurs) et en anglais « Trento-class cruiser » (voir la liste des auteurs).

- (it) Cet article est partiellement ou en totalité issu de l’article de Wikipédia en italien intitulé « Trento (incrociatore) » (voir la liste des auteurs).

- (it) Cet article est partiellement ou en totalité issu de l’article de Wikipédia en italien intitulé « Trieste (incrociatore) » (voir la liste des auteurs).

- (it) Cet article est partiellement ou en totalité issu de l’article de Wikipédia en italien intitulé « Bolzano (incrociatore) » (voir la liste des auteurs).

Pour les unités argentines
- (en) Cet article est partiellement ou en totalité issu de l’article de Wikipédia en anglais intitulé « Veinticinco de Mayo-class cruiser » (voir la liste des auteurs).

- (en) Cet article est partiellement ou en totalité issu de l’article de Wikipédia en anglais intitulé « ARA Almirante Brown (C-1) » (voir la liste des auteurs).

- (en) Cet article est partiellement ou en totalité issu de l’article de Wikipédia en anglais intitulé « ARA Veinticinco de Mayo (C-2) » (voir la liste des auteurs).

- (ru) Cet article est partiellement ou en totalité issu de l’article de Wikipédia en russe intitulé « Тяжёлые крейсера типа «Альмиранте Браун» » (voir la liste des auteurs).

#### Sur les classes Trento et Veinticinco de Mayo
- (it) Franco Gay, Incrociatore pesanti classe "Trento", vol. 1, Bizzarri, 1975 (lire en ligne)
- (ru) Е. Целиков, Загадка южных морей. Аргентинские крейсера «Альмиранте Браун» и «Вентесинко де Майо» (Riddle des mers du sud. Croiseur argentin "Almirante Brown" et "Veinticinco de Mayo"), vol. 5, Арсенал-Коллекция,‎ 2012, p. 40-59

#### Sur les croiseurs de la Seconde Guerre mondiale
- (it) Giorgio Giorgerini, La guerra italiana sul mare. La Marina fra vittoria e sconfitta 1940-1943, Mondadori, 2002 (lire en ligne)
- (en) Jack Green et Alessandro Massignani, The Naval War in the Mediterranean, 1940-1943, Londres, Chatam Publishing, 1998, 352 p. (ISBN 1-86176-057-4)
- (en) Arnold Hague, The Allied Convoy System 1939-1945, Annapolis, Naval Institute Press, 2000, 208 p. (ISBN 1-55750-019-3)
- (it) Francesco Mattesini, La battaglia di Capo Teulada : 27-28 novembre 1940, Office historique de la Marine Militaire italienne, 2000, p. 114
- (it) James J. Sadkovich, La Marina italiana nella seconda guerra mondiale, Universale Economica Feltrinelli, 2014, 536 p. (ISBN 978-88-07-88532-7, lire en ligne)
- (en) M. J. Whitley, Cruisers of World War Two : An International Encyclopedia, Londres, Arms and Armour Press, 1995 (ISBN 1-85409-225-1 et 1-86019-874-0)

#### Sur les navires de guerre
- (hu) Bak József dr., Csonkaréti Károly dr., Lévai Gábor et Sárhidai Gyula, Hadihajók (Types de navires de guerre), Budapest, Zrínyi Katonai Kiadó, 1984 (ISBN 963-326-326-3)
- (en) Antony Preston, John Jordan et Stephen Dent, Warship, Londres, Anova Books, 2007, 208 p. (ISBN 978-1-84486-041-8 et 1-84486-041-8)
- (it) Giorgio Giorgerini, Attacco dal mare. Storia dei mezzi d'assalto della Marina italiana, Mondadori, 2007 (lire en ligne)
- (en) John Campbell, Naval Weapons of World War Two, Naval Institute Press, 1985
- (en) Robert Gardiner et Roger Chesneau, Conway’s All the World’s Fighting Ships (1922-1946), New York, Mayflower Books, 1980 (ISBN 0-8317-0303-2)
- (ru) С.В. Патянин, А.В Дашьян et К.С. Балакин, Все крейсера Второй мировой (Tous les croiseurs du monde), Moscou, Яуза, ЭКСМО,‎ 2012 (ISBN 978-5-699-19130-7 et 5-699-19130-5)
- (ru) Каторин Ю. Ф, Крейсеры. Ч. 2 (Les croiseurs, Partie 2), Галея-Принт,‎ 2008 (ISBN 978-5-8172-0134-5)

#### Sur d'autres thèmes
- (es) Busquets i Vilanova, Camil, Albert Campanera et Juan Luis Coello Lillo, Los Portaviones Españoles, Espagne, Aldaba, 1994 (ISBN 84-88959-02-8)
- (en) Brian Perret et Ian V. Hogg, Encyclopedia of the Second World War, Londres, Longman, 1989, 447 p. (ISBN 0-582-89328-3)